# Grantville
Grantville é uma cidade localizada no estado americano de Geórgia, no Condado de Coweta.

## Demografia
Segundo o censo americano de 2000, a sua população era de 1309 habitantes.
Em 2006, foi estimada uma população de 2550, um aumento de 1241 (94.8%).

## Geografia
De acordo com o United States Census Bureau tem uma área de 13,5 km², dos quais 13,5 km² cobertos por terra e 0,0 km² cobertos por água.

## Localidades na vizinhança
O diagrama seguinte representa as localidades num raio de 16 km ao redor de Grantville.